# Castillo de Barberá del Vallés
El Castillo de Barberá del Vallés ( en catalán: Castell de Barberà es un castillo fronterizo documentado en el año 1005 del municipio de Barberà del Vallès (provincia de Barcelona) declarado Bien Cultural de Interés Nacional.

## Arquitectura
El castillo de Barberá del Vallés, convertido en masía, conserva algunos elementos antiguos a pesar de las transformaciones que ha sufrido a lo largo del tiempo. Está configurado a partir de un núcleo central de planta rectangular rodeado por un muro de cerramiento perimetral al que se asocia un baluarte ataludado adosado a la esquina NW del cuerpo central. En el ángulo SE y ante la fachada principal quedan restos de lo que fue la capilla dedicada a «San Silvestre y Santa Coloma», primitivamente de gótico sencillo y reconstruida en el siglo XVIII según el estilo de la época. Todo el conjunto se encuentra rodeado por un foso delimitado en el lado interior por el muro de cerramiento del edificio y exteriormente por un muro ataludado que hace las funciones de contrafoso. El acceso principal, formado por un gran portal de arco de medio punto adovelado, está situado al sur y se accede a través de un puente; además, hay dos accesos más, uno situado a levante y una pequeña entrada situada junto a la esquina SW del recinto, comunicando directamente con el interior del foso.
Se trata de una construcción sólida, con buena parte de los muros externos de piedra natural. En el interior de la fortaleza y en uno de sus ángulos se ve parte de la torre del homenaje cilíndrica, con un muro de piedra de gran espesor de un diámetro exterior de unos 8 metros. También se conserva un muro de tipología medieval con una puerta de arco de medio punto y en algunos de los muros exteriores se documentan algunas aspilleras asociadas a los antiguos sistemas de defensa del recinto. Cercano a la torre del homenaje se pueden ver dos cisternas.

## Historia
Documentos del año 1005 acreditan ya su existencia. El castillo se empezó a construir, como casi todos, con una torre rodeada de una empalizada, tal como lo hacían los romanos, que ya querían aprovechar los puestos de guardia y vigilancia de los pueblos indígenas de Cataluña. Alrededor de esta torre, redonda o cuadrada, de una altura regular de 10 a 15 m, construyeron un perímetro amurallado con unas pequeñas almenas y aspilleras, y unos fosos o trincheras. En el muro hay una poterna y en el interior, una galería subterránea para poder escapar. Desde el siglo XI, el castillo perteneció a Borrell II, conde de Barcelona, más tarde pasó a los Ribes, a los Montcada y, por último, Felipe III de España lo cedió como favor a los  Garcerán de Pinós.
El antiguo castillo de Barberá, transformado en una casa de campo, que fue antigua señoría, fue convertido posteriormente en marquesado. En 1702 Felipe V de España nombró a José Garcerán de Pinós-Santcliment i Rocabertí primer Marqués de Barberá. Sin embargo, durante la Guerra de sucesión española se mantuvo austracista, y Felipe V ganó la guerra y mandó abatir el castillo de Barberá como castigo a la  Casa de Garcerán de Pinós. Más tarde se reconstruyó como masía.
Parece que la mayor reconstrucción fue realizada en 1604, fecha que se lee en uno de sus muros. Unas catas hechas en 1971 pusieron al descubierto paramentos de muros y un arco, todos ellos de época prerrománica o quizás visigótica. El edificio actual es producto de la reconstrucción realizada durante los siglos XVI-XVIII, aunque en el siglo XIX fue muy reformado. Conserva, sin embargo, elementos de épocas anteriores.
El edificio fue habitado por colonos hasta el siglo XX. A principios de los años setenta fue adquirido por una sociedad inmobiliaria con la intención de transformarlo en restaurante u hotel pero el proyecto no se llevó a cabo. Finalmente el Ayuntamiento lo adquirió en 1988, el cual promovió la instalación de una escuela-taller. Entre los años 1989-1992 se realizaron trabajos de limpieza y consolidación.
En 2001 se llevó a cabo un estudio histórico y arqueológico sobre el edificio como paso previo a su adecuación para equipamientos públicos, después de haber sido cedido a la Diputación de Barcelona. Este estudio documentó diferentes momentos constructivos, dos de ellos de época medieval (siglos XI-XII y XIII-XIV), la gran reforma del siglo XVII, el desmontaje de parte de las estructuras del castillo en el siglo XVIII a consecuencia de la guerra de la Sucesión y la construcción de nuevos elementos, y diferentes cambios en la organización interna del edificio en los siglos XIX-XX.